# حي النجاح
حي النجاح هو حي شعبي موجود في تونس بمدينة منزل بورقيبة التي هي موجودة في ولاية بنزرت يتميز هذا الحي بأنه ثاني أكبر حي شعبي في أفريقيا